# 何禮泰
何禮泰，CMG，SBS（1949年9月10日—2019年10月12日），前英國太古集團有限公司董事會主席。

## 生平
何禮泰於1970年畢業於牛津大學，取得英國文學碩士學位。1976年，他加入太古集團，曾在集團的亞洲及澳洲辦事處擔任不同管理職位。他曾經出任澳洲太古董事總經理。1993年1月，他調往香港管理集團的船東及貿易業務。1994年1月，他出任太古股份有限公司董事，1998年3月，他獲委任為太古股份董事會副主席，並於1999年6月獲委任為主席。
何禮泰任職太古股份期間，在促進香港航空及物流業發展方面有相當的貢獻，故此於2004年獲頒授銀紫荊星章。他在香港工作期間，也曾經是香港貿易發展局理事會成員及香港大學校董；亦曾出任香港貿易發展局港日經濟合作委員會及港美商務委員會委員、香港總商會理事、航空諮詢委員會及香港港口及航運局成員。 
2005年1月1日，何禮泰退任太古股份有限公司董事會主席一職，並接替施雅迪爵士，出任英國太古集團主席。
2014年12月31日，何禮泰退休，並退任太古股份有限公司非執行董事。